# Phú Bình, huyện Tân Phú
Phú Bình là một xã thuộc huyện Tân Phú, tỉnh Đồng Nai, Việt Nam.
Xã có diện tích 16,02 km², dân số năm 1999 là 11488 người, mật độ dân số đạt 717 người/km².

## Hành chính
Xã Phú Bình được chia thành 6 ấp: Phú Cường, Phú Dũng, Phú Hợp A, Phú Hợp B, Phú Tân, Phú Thành.

## Lịch sử
Trước năm 2016, xã Phú Bình được chia thành 8 ấp: Phú Cường, Phú Dũng, Phú Hợp A, Phú Hợp B, Phú Kiên, Phú Lập, Phú Tân, Phú Thành.
Ngày 11 tháng 8 năm 2017, Uỷ ban Nhân dân tỉnh Đồng Nai ban hành Quyết định 2817/QĐ-UBND, trong đó:
- Thành lập ấp Phú Cường trên cơ sở ấp Phú Cường cũ và một phần ấp Phú Kiên.
- Thành lập ấp Phú Thành trên cơ sở ấp Phú Thành cũ và một phần ấp Phú Lập.
- Thành lập ấp Phú Hợp A trên cơ sở một phần ấp Phú Kiên và một phần ấp Phú Hợp A.
- Thành lập ấp Phú Tân trên cơ sở một phần ấp Phú Tân, ấp Phú Dũng và ấp Phú Lập.
- Thành lập ấp Phú Dũng trên cơ sở một phần ấp Phú Tân, ấp Phú Dũng và Phú Hợp A.